# Alexandru Ioan Cuza (gravură de Constantin I. Stăncescu)
Acest articol dezvoltă secțiunea Opera a articolului principal Constantin I. Stăncescu.
Portretul lui Alexandru Ioan Cuza este o gravură realizată de pictorul român Constantin I. Stăncescu în anul 1859. Lucrarea aparține Muzeului de Istorie „Paul Păltănea” din Galați.

## Realizare și parcurs

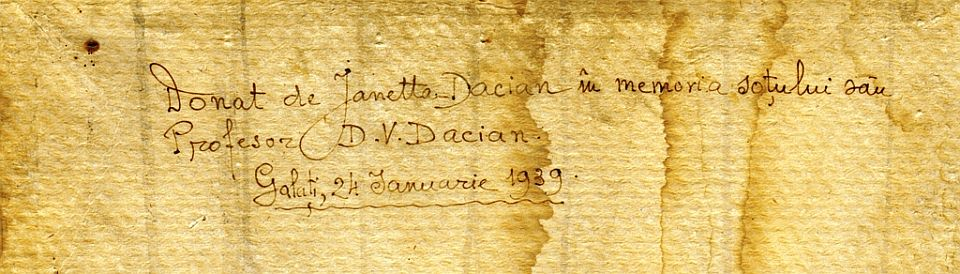
Textul olograf de donație a Janettei-Dacian

Portretul a fost făcut de Constantin I. Stăncescu în anul 1859. În perioada interbelică, ca urmare a unei campanii lansată de societatea civilă prin care populația gălățeană era chemată pentru a dona obiectele de artă care-l reprezentau pe domnitorul Marii Uniri, lucrarea a fost donată în vederea organizării și înființării Muzeului „Casa Cuza Vodă”. Această operă este o gravură, directorul Muzeului de Istorie Galați, Cristian Căldăraru, făcând precizarea: „... Gravura care înfățișează portretul domnitorului Al. I. Cuza a fost realizată în anul 1859. Pot spune că am redescoperit această piesă atunci când am citit o carte, publicată la Iași, referitoare la portretele cunoscute ale domnitorului. Din scurta descriere prezentă în respectivul volum am recunoscut că este vorba de opera de la Galați”.
Autorii volumului au descris imaginea lui Cuza, exact așa cum ea reiese din gravură: „... Cuza apare cu favoriți, dar îmbrăcat în uniformă de general și având aruncată pe umărul drept mantia cu guler de blană. Legenda arată că este vorba despre o lucrare originală. Frumosul portret a fost lucrat "din memorie", așa cum arăta Ulysse de Marsillac (1861), astfel încât valoarea sa documentară este una redusă. [...] Desenul lui Stăncescu a folosit ca model și pentru chipul domnitorului de pe primele medalii. O astfel de piesă comemorativă, din armată, se păstrează în colecția Muzeului de Istorie a Moldovei Iași” Stăncescu, după aceleași surse, a făcut un portret, care nu a ajuns în contemporaneitate, și pentru doamna Elena Cuza. S-au făcut și multe fotografii după portretul realizat de Stăncescu, sub format de carte de vizită. Ele au fost făcute în atelierul lui Ludwig Schrank de la Viena.
Conducerea Muzeului de Istorie „Paul Păltănea” a început, în anul 2016, demersurile de includere a lucrării ca piesă de patrimoniu cultural în categoria „Tezaur”.

## Recondiționare

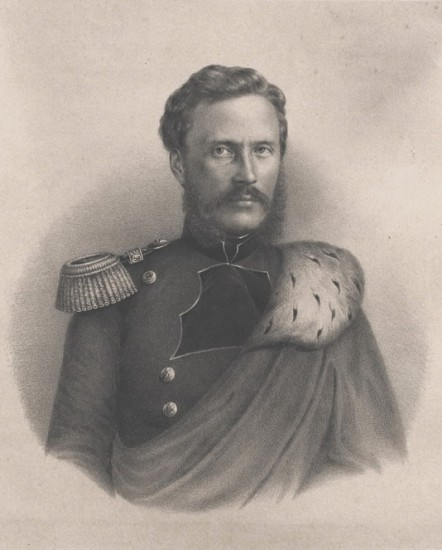
Portretul lui Cuza - de Jean-Michel Mercier

Specialiștii muzeului din Galați sunt de părere că cel mai probabil tabloul a fost recondiționat în perioada interbelică. În acel moment, porțiunea pe care se preciza anul execuției gravurii a fost îndepărtată. Sub imaginea gravurii se află textul „ALEKSANDRU JOANU I. Prințulu Moldo-Românii 1859”, iar în josul paginii sunt consemnate numele autorului, numele imprimeriei și al litografului „C. I. Stancescu del Inp. Lemercier, Paris; Hirsch lith”. Ca suport, sub imagine se află textul „Donat de Janetta-Dacian în memoria soțului său Profesor D. V. Dacian. Galați, 24 ianuarie 1939”.

## Litografia lui Mercier
Jean-Michel Mercier a realizat în anul 1859, un remarcabil portret litografiat al lui Alexandru Ioan Cuza după o fotografie de epocă ce a stat la baza și altor portrete ale domnitorului român, făcute de către alți artiști români sau străini. Litografia are aceeași inscripție ca și în cazul litografiei lui Constantin I. Stăncescu: „Aleksandru Joan I Prinzul Moldo-Romanii/Lithographié par Mercier a Paris”. Deosebirea față de alte portrete ulterioare ale domnitorului este că, părul este pieptănat pe spate, este mai lung și are cărarea spre stânga.
Cuza apare aici cu favoriții tipici unui ofițer de cavalerie, are o uniformă a ofițerilor de lăncieri, cambrată, cu mânecile lungi. Epoletul care se vede, are franjurile groase, atârnând liber, arată gradul de general. Umărul stâng este acoperit cu o hermină ce denotă calitatea de principe. El are la gât înfășurată o eșarfă obișnuită din mătase neagră. Similitudinile fizionomiei cu litografia lui Stăncescu sunt evidente, cele două lucrări având la bază aceeași fotografie.

## Primele medalii
Ioan Stăncescu, tatăl lui Constantin, a depus la Eforia Școalelor desenul original executat în creion al portretului realizat de artistul român în anul 1859, în data de 25 mai 1860. Cercetarea în acest sens i-a aparținut lui Adrian-Silvan Ionescu. Portretul în creion trebuia să fie expus la Sala Eforiei datorită rezoluției și calității sale.
Desenul pe care l-a făcut Constantin I. Stăncescu a fost folosit pentru execuția primelor medalii care au avut pe o față chipul domnitorului român. Există pentru documentare, o medalie din aramă expusă la Muzeul de Istorie a Moldovei. Pe anvers stă scris: „Aleksandru Ioan I” și pe revers „14 april 1859. Întâlnirea oștenilor moldo-români la Socola lângă Iași”. Legenda a fost scrisă cu inițiale, în alfabet de tranziție ce amestecă literele alfabetului latin cu chirilice.
O medalie din metal s-a emis cu prilejul alegerii lui Alexandru Ioan Cuza la Iași din data de 24 ianuarie 1859. Ea se găsește expusă la Muzeul Național de Istorie al României și are același chip al lui Cuza de pe desenul de la Eforia Școalelor. Gravorul medaliei a fost Jean Baptiste Eugènie Farochon din Paris.